# Lapis Niger
Lapis Niger (лат. Lapis Niger, ла́пис ни́гер — «чёрный камень») — квадратная поверхность из чёрного мрамора на форуме в Риме. Вместе с Вулканалом (святилищем бога Вулкана) является единственным сохранившимся остатком Комиция (места народных собраний до появления Форума) и скорее всего происходит от архаического культа VIII—VII веков до нашей эры.
Чёрное мраморное покрытие (I век до нашей эры) и современное покрытие из бетона закрывает древнюю гробницу или алтарь с каменным блоком, на котором выведена одна из древнейших надписей на латыни (570—550 гг. до нашей эры). Монумент над «Чёрным камнем», скорее всего, был построен Юлием Цезарем во время его реорганизации Форума и Комиция. Тем не менее, он мог быть построен Суллой одним поколением ранее во время проведённой им реконструкции территории Форума Курии Гостилия. Памятник был обнаружен и раскопан итальянским археологом Джакомо Бони с 1899 по 1905 год. «Чёрный камень» располагается поверх более древнего святилища и находится на глубине полутора метров под уровнем улицы.
Лапис нигер упоминается во многих описаниях Форума времён Римской республики и ранней Империи. Назначение его являлось загадкой даже для римлян, живших в поздние периоды, но он всегда упоминался как место большой значимости и священности. Античные источники упоминают, что Лапис нигер относится ко времени римских царей. Некоторые источники считают, что это место, где был захоронен первый правитель Рима, Ромул. Другие считают, что это место, на котором он был убит. Под плитами был найден комплекс раннеримских построек, по-видимому посвящённых Вулкану. Комплекс представляет собой алтарь, основание колонны и каменную стелу. Плита была поставлена над постройками в I веке до н. э. при Сулле, когда на этом месте почитание Вулкана больше не осуществлялось и было перенесено за город.

## Надпись
Надпись на камне имеет ряд примечательных особенностей. Из всех известных надписей, символы на этой плите по начертанию наиболее близки к греческим, так как хронологически этот период был ближе всего к тому, когда греческий алфавит был заимствован из италийских греческих колоний (например, Кумы).
Послание записано бустрофедоном: способом, при котором направление письма чередуется в зависимости от чётности строки. Многие из старейших надписей на латыни записаны таким образом.
Слева приведено прочтение по Жоржу Дюмезилю, справа — по Артуру Гордону:
| I a 1 quoiho… b 2-3 sakros: es/ed: sord… II a 4-5 …iaias/recei: lo… b 6-7 …euam/quos: re… III a 8-9 …m: kalato/rem: ha…. b 10-11 …od: io: uxmen/takapia: dotau… IV a 12 …m: i: te: r p e b 13-14 …m: quoiha/uelod: nequ… c 15 …od: iouestod/ V 16 loiuquiodpo | qvoiho[.]… (или qvoi hoi…) sakros: es/ed: sord… …[..]a[..]as/recei: ic (или io) …evam/qvos: re… …m: kalto/rem: hab (или hal) …tod: iovxmen/ta: kapia: duo: tavr… m: iter[..]… …m: qvoiha/velod: neqv… …[.]od: iovestod/ loivqviodqo… |